# UBiome

UBiome公司是一家2012年成立的美国生物技术公司，总部位于加利福尼亚州旧金山，专攻人類微生物群系测序，2019年因涉嫌骗取联邦医疗保险而被联邦调查局调查，同年宣布倒闭，两位创始人成为FBI在逃逃犯。